# Karl August Boethke
Karl August Boethke (w źródłach również jako Karl August Böthke, ur. 2 lutego 1830 w Bydgoszczy, zm. 2 lutego 1912 w Toruniu) – profesor gimnazjalny, literat, tłumacz, prezes Coppernicus-Verein, Honorowy Obywatel Miasta Torunia.

## Biografia
Urodził się 2 lutego 1830 roku w Bydgoszczy. Jego ojcem był burmistrz bydgoski Carl August, matką Henrietta z d. Piwa. Uczył się w gimnazjum w Bydgoszczy oraz w szkole łacińskiej w Halle. Następnie studiował filologię na uniwersytetach w Halle i Berlinie. W latach 1851–1852 odbywał staż nauczycielski w Bydgoszczy. Ze względu na trudności ze znalezieniem stałego zatrudnienia w Bydgoszczy podjął pracę nauczyciela domowego w Rojewie.
W 1855 roku został zatrudniony w Gimnazjum Toruńskim, gdzie uczył w wyższych klasach języków obcych (angielskiego i niemieckiego), geografii i historii. W 1868 roku uczestniczył w obchodach 300-lecia gimnazjum. Otrzymał tytuł profesora gimnazjum dnia 23 sierpnia 1882 roku. W 1902 roku przeszedł na emeryturę.
W 1862 roku został członkiem niemieckiego towarzystwa naukowego Coppernicus-Verein für Wissenschaft und Kunst. W latach 1868–1869 był pierwszym, w latach 1870–1873 drugim sekretarzem zarządu. W 1888 roku objął stanowisko prezesa stowarzyszenia. Pełnił to stanowisko do śmierci. Jako członek komisji redakcyjnej przyczynił się do wydania w 1873 roku edycji De revolutionibus orbium coelestium Mikołaja Kopernika. W 1904 roku wydał pracę o historii towarzystwa pt. Coppernicus-Verein Geschichte des Coppernicus-Vereins fur Wlssenschaft und Kunst zu Thorn im dem ersten halben Jahrhundert seines Bestehens, opublikowaną z okazji 50-lecia istnienia towarzystwa. Podczas prezesury Boethkego towarzystwo naukowe ograniczyło kontakty ze środowiskami naukowymi spoza Torunia oraz skupiło się w większym stopniu na popularyzacji nauk humanistycznych (zwłaszcza historii) w skali regionalnej.
Jest autorem podręczników szkolnych do nauki angielskiego: Der Gebrauch der Pronomina im Englischen (Thorn 1868) i Englische Grammatik fur Reahchulen (Thorn 1875–1878). Pisał opowiadania i wiersze. W 1903 roku wydał w Dreźnie Steinort. Etn Lied ans Preufiens Vorzeit – zbiór obrazów historycznych z czasów początków zakonu krzyżackiego w Toruniu.
Propagował ideę sportowe w Toruniu. Popierał teorię gimnastyki Friedricha Ludwiga Jahna. W 1860 roku założył Thorner Manner-Turnverein. Z jego inicjatywy w 1893 roku powołano gimnazjalne towarzystwo gimnastyczne. W latach 1873–1912 był przedstawicielem niemieckiego związku sportowego Deutsche Turnerschaft na powiat toruński. Przyczynił się do budowy miejskiej hali gimnastycznej im. Friedricha Ludwiga Jahnego, położonej przy Gartenstraße (obecnie ulicy Krasińskiego 14/16). Hala zaprojektowana w 1904 roku została wybudowana w 1910 roku, a oddana do użytku rok później.
Był przewodniczącym Rady Miejskiej. W 1900 roku został Honorowym Obywatelem Miasta Torunia.
Zmarł 2 lutego 1912 roku w Toruniu. Za swój wkład w propagowanie sportu został pośmiertnie upamiętniony przez wystawienie pomnika – głazu narzutowego z plakietką z podobizną Boethkego. Pomnik odsłonięto w 1913 roku. Nie zachował się do czasów dzisiejszych, na pewno stał jeszcze w okresie międzywojennym.

## Rodzina
W 1863 roku ożenił się z Margot Hartmann. Mieli siedmioro dzieci: czterech synów (Karla, Paula, Oswalda i Maxa) i trzy córki. Karl został sędzią w Chojnicach, Paul był oficerem marynarki i dowódcą okrętu, Oswald lekarzem. Max zmarł w wieku niemowlęcym.

## Twórczość literacka
- Uber das Wesen des Janus (1863)
- Steinort. Etn Lied ans Preufiens Vorzeit (1903)
- Gedichte (1904)